# Corner Brook
Corner Brook – miasto w kanadyjskiej prowincji Nowa Fundlandia i Labrador. Miasto jest położone nad zatoką „Bay of Islands” przy ujściu rzeki Humber do Atlantyku.
James Cook skartografował w roku 1767 jako pierwszy akwen zatoki, nad którą w późniejszym okresie powstało miasto. Dzisiejsze miasto składało się pierwotnie z czterech samodzielnych gmin, połączonych w roku 1956 w jeden organizm administracyjny. W roku 1999 miasto wspólnie z innymi miejscowościami nowofundlandzkimi było gospodarzem igrzysk kanadyjskich „Canada Games”.
W roku 2005 miasto, zajmujące powierzchnię 148,27 km², zamieszkiwało 18 400 mieszkańców.
W mieście rozwinął się przemysłu drzewny oraz celulozowo-papierniczy.